# Dotnuva
Dotnuva es una pequeña población situada en el centro de Lituania de 775 habitantes (censados en 2005).

## Geografía
Pertenece al Distrito de Kėdainiai del Condado de Kaunas. Dotnuva se haya a las orillas del río Dotnuvėlė, y es cruzada por la carretera Jonava-Šeduva y la línea de ferrocarril Vilna-Šiauliai. El centro geográfico de Lituania, en el pueblo de Ruoščiai, se sitúa a tan sólo unos kilómetros de Dotnuva.

## Historia
La población de Dotnuva es conocida desde 1372.
En el siglo XVI fue construido el palacio, situado hoy en día dentro del barrio de Akademija. En 1637 se le reconoce como ciudad.
En 1702 es fundado el monasterio de la Orden del Císter.
El 26 de febrero de 1947,es fundado en Dotnuva el primer kolkhoz en Lituania, (tuvo nombre de Marytė Melnikaitė).
En 1990 se establece un monasterio de capuchinos en el antiguo lugar del monasterio de la Orden del Císter.
En 1996 según ley N.º 442, la ciudad Dotnuva es reformada a población.

## Sitios de interés
En Dotnuva hay una iglesia católica: Revelación del Señor a la Virgen María. En el barrio de Akademija se encuentra el Instituto de Agricultura.
- Datos: Q1251216
- Multimedia: Dotnuva / Q1251216